# A privativa
La a privativa o el alfa privativa (del latín alpha prīvātīvum, del griego antiguo α στερητικόν) es el prefijo a- (o an- antes de vocal) que se usa en griego y palabras de origen griego para expresar negación o ausencia, por ejemplo, las palabras  atípico, anestésico y analgésico. 
Se deriva de un sonido nasal silábico protoindoeuropeo *n̥- que es el ablaut de cero grado de la negación *ne, es decir, /n/ utilizado como vocal. Por esta razón, suele aparecer como an- antes de vocales (por ejemplo, an-alfabetismo, an-estesia, an-arquía). Comparte la misma raíz con el prefijo griego antiguo nē- o ne-  (νη- o νε-), que también es privativo (por ejemplo, ne-penthe "no-dolor", la poción de Polidamna).
No debe confundirse, entre otras cosas, con el alfa copulativa (por ejemplo, a-delphi) o la preposicional componente an- (es decir, la preposición aná (o el prefijo ana-) con  elisión de su vocal final antes de la vocal siguiente; por ejemplo, en ánodo).

## Cognados

### Sánscrito
El mismo prefijo aparece en sánscrito de forma igual que en griego, también como अ- a- antes de consonantes y अन्- an- antes de vocales.

### latín
En Latín, el prefijo con el mismo origen etimológico es in-, como en inverosímil. El prefijo preposicional in-, como en inflamable, no está relacionado.

### Lenguas germánicas
En inglés y otras lenguas germánicas occidentales, el cognado es un- (o on-).
En las lenguas nórdicas, la N ha desaparecido y el nórdico antiguo tiene en su lugar ú- (por ejemplo, ú-dáins-akr, "acre sin muerte"), en danés y noruego tienen u-, mientras que el sueco utiliza o- (pronunciado [u]), y los islandeses y ó- feroés usan la ó-.

## Homónimo
El prefijo ἁ- ha- (también ἀ- a- por psilosis), alfa  copulativo, es casi homónimo con el alfa privativo, pero se origina en el protoindoeuropeo *sm̥.